# Ludwig Janda
Ludwig Janda (Fürth, 13 gennaio 1919 – Aschaffenburg, 22 agosto 1981) è stato un calciatore e allenatore di calcio tedesco, di ruolo attaccante.

## Carriera
Con il LSV Amburgo giunse a disputare la finale della Tschammerpokal 1943, persa contro gli austriaci del First Vienna.
Durante la sua permanenza al Novara suggerì ai suoi colleghi calciatori, per ovviare al blocco degli ingaggi dei giocatori stranieri vigenti all'epoca, di richiedere il permesso di residenza ai consolati e non alle questure, memore della sua esperienza lavorativa presso un'agenzia di viaggi a Firenze durante la sua permanenza alla Fiorentina

## Palmarès

### Giocatore

#### Competizioni nazionali
- Coppa di Germania: 1

Monaco 1860: 1942

### Allenatore

#### Competizioni nazionali
- Coppa di Germania: 1

Karlsruhe: 1955-1956